# Protektorat Saary na Letnich Igrzyskach Olimpijskich 1952
Protektorat Saary na Letnich Igrzyskach Olimpijskich 1952 zadebiutował na igrzyskach w składzie 36-osobowym (31 mężczyzn i 5 kobiet) w 9 dyscyplinach. Nie zdobyli żadnego medalu.
Protektorat Saary powstał w 1947 jako część Niemiec, pod okupacją Francji. Protektorat był w unii celno-finansowej z Francją, mimo że był zamieszkany w większości przez Niemców był degermanizowany. Mieszkańcy protektoratu mieli obywatelstwo Saary, które na terenie Francji było uznawane na równi z obywatelstwem francuskim. Przedstawiciele tego kraju jednakże nie pojawili się zarówno na zimowych, jak i letnich igrzyskach olimpijskich w 1948. Jedyne igrzyska, na których wystąpili sportowcy reprezentujący Protektorat Saary odbyły się w 1952 w Helsinkach. W 1956 roku Protektorat Saary został wcielony do RFN.

## Dyscypliny

### Boks
Na igrzyskach olimpijskich 1952 wystąpiło 3 pięściarzy z Protektoratu Saary. Byli nimi Helmut Hofmann (Waga musza), Kurt Schirra (Waga piórkowa) i Willi Rammo (Waga lekkośrednia).
28 lipca Helmut Hofmann wystartował udział w kategorii wagowej Waga musza. W pierwszej rundzie został znokautowany przez reprezentanta Korei Południowej Han Su-an. Rywalizację w konkurencji wygrał reprezentant Stanów Zjednoczonych Nathan Brooks.
Kurt Schirra wystartował 28 lipca w Wadze piórkowej. W 1/16 finału pokonał reprezentanta Wenezueli Luisa Arangurena i awansował do kolejnej rundy. W 1/8 rywalizacji został pokonany przez Węgra Jánosa Erdeia. Rywalizację w tej kategorii wygrał reprezentant Czechosłowacji Ján Zachara.
29 lipca Willi Rammo wystartował w kategorii do 71 kg (waga lekkopółśrednia). W pierwszej rundzie został pokonany przez reprezentanta Austrii Josefa Hambergera. Rywalizację wygrał reprezentant Węgier László Papp.
| Zawodnik       | Konkurencja       | 1/16                      | 1/8                 | Ćwierćfinał      | Półfinał         | Finał            | Finał   |
| Zawodnik       | Konkurencja       | Przeciwnik Wynik          | Przeciwnik Wynik    | Przeciwnik Wynik | Przeciwnik Wynik | Przeciwnik Wynik | Pozycja |
| -------------- | ----------------- | ------------------------- | ------------------- | ---------------- | ---------------- | ---------------- | ------- |
| Helmut Hofmann | Waga musza        | Han Su-an Nokaut          | NQ                  | NQ               | NQ               | NQ               | 16.     |
| Kurt Schirra   | Waga piórkowa     | Luis Aranguren Zwycięstwo | János Erdei Porażka | NQ               | NQ               | NQ               | 9.      |
| Willi Rammo    | Waga lekkośrednia | Josef Hamberger Porażka   | NQ                  | NQ               | NQ               | NQ               | 17.     |

### Gimnastyka
Na igrzyskach olimpijskich wystąpiła drużyna 6 gimnastyków z Protektoratu Saary. Indywidualnie w wieloboju zajęli odległe miejsca w drugiej setce, co dało drużynowo miejsce 22.

### Kajakarstwo
Reprezentacja Protektoratu Saary wystąpiła na igrzyskach w składzie 3 osobowym.
- Heinrich Heß i Kurt Zimmer na dystansie 1000 metrów zdobyli miejsce 4 w grupie pierwszej rundzie (po 3 zespoły z każdej grupy awansowały do finału), natomiast na dystansie 10000 metrów miejsce 12.
- Therese Zenz na dystansie 500 metrów zdobyła ostatnie 9 miejsce w finale.

### Lekkoatletyka

#### Skok w dal mężczyzn
Toni Breder zajął 19 miejsce w kwalifikacjach i nie zakwalifikował się do finału.

#### Trójskok mężczyzn
Willi Burgard zajął 29 miejsce w kwalifikacjach i nie zakwalifikował się do finału.

#### Sztafeta 4x100 m kobiet
Inge Glashörster, Inge Eckel, Hilda Antes, Ursel Finger zajęły 5 miejsce w grupie eliminacyjnej i nie zakwalifikowały się do finału

#### Bieg na 80 metrów przez płotki kobiet
Hilda Antes zajęła 4 miejsce w grupie eliminacyjnej i nie awansowała do półfinału.

#### Skok w dal kobiet
Ursel Finger zajęła 25 miejsce w kwalifikacjach i nie zakwalifikowała się do finału.

### Pływanie

#### 400 metrów stylem dowolnym mężczyzn
Georg Mascetti zajął 7 ostatnie miejsce w grupie eliminacyjnej i nie awansował do półfinału.

### Strzelectwo

#### Karabin z 50 metrów w trzech pozycjach mężczyzn
Ludwig Gräf zajął 38 miejsce

#### Karabin z 50 metrów leżąc mężczyzn
- Ludwig Gräf zajął 40 miejsce
- Hans Eschenbrenner zajął 52 miejsce

### Szermierka

#### Floret indywidualnie mężczyzn
- Karl Bach 5 miejsce w pierwszej rundzie, nie awansował do ćwierćfinału,
- Ernst Rau 5 miejsce w pierwszej rundzie, nie awansował do ćwierćfinału,
- Günther Knödler 6 miejsce w pierwszej rundzie, nie awansował do ćwierćfinału.

#### Floret drużynowo mężczyzn
Ernst Rau, Walter Brödel, Karl Bach, Günther Knödler 3 miejsce w pierwszej rundzie, nie awansowali do ćwierćfinału,

#### Szabla indywidualnie mężczyzn
- Ernst Rau 5 miejsce w pierwszej rundzie, nie awansował do ćwierćfinału,
- Karl Bach 6 miejsce w pierwszej rundzie, nie awansował do ćwierćfinału,
- Günther Knödler 6 miejsce w pierwszej rundzie, nie awansował do ćwierćfinału.

#### Szabla drużynowo mężczyzn
Karl Bach, Willi Rössler, Ernst Rau, Günther Knödler, Walter Brödel 4 miejsce w pierwszej rundzie, nie awansowali do ćwierćfinału,

### Zapasy

#### Styl klasyczny do 48 kg
Werner Zimmer odpadł w drugiej rundzie.

#### Styl klasyczny do 52 kg
Norbert Kohler odpadł w trzeciej rundzie.

#### Styl klasyczny do 62 kg
Erich Schmidt odpadł w trzeciej rundzie.